# شاين دوركين
شاين دوركين (بالإنجليزية: Shane Durkin)‏ هو لاعب قذف أيرلندي، ولد في 1 يوليو 1987 في دبلن في جمهورية أيرلندا.